# Laos na Letnich Igrzyskach Olimpijskich 1992
Laos na Letnich Igrzyskach Olimpijskich 1992 reprezentowało sześciu zawodników (sami mężczyźni). Był to trzeci start reprezentacji Laosu na letnich igrzyskach olimpijskich.

## Skład kadry

### Boks
Mężczyźni
- Khamsavath Vilayphone waga lekkopółśrednia do 63,5 kg - 17. miejsce,

### Lekkoatletyka
Mężczyźni
- Sitthixay Sacpraseuth -  bieg na 100 m - odpadł w eliminacjach,
- Bounhom Siliphone - bieg na 200 m - odpadł w eliminacjach,
- Vanxay Sinebandith - bieg na 400 m - odpadł w eliminacjach,
- Khambieng Khamiar

bieg na 800 m - odpadł w eliminacjach,
bieg na 1500 m - odpadł w eliminacjach,
- Saleumphone Sopraseut - chód na 20 km - nie ukończył konkurencji (dyskwalifikacja),